# کریگ فگان
کریگ فگان (انگلیسی: Craig Fagan؛ زادهٔ ۱۱ دسامبر ۱۹۸۲) بازیکن فوتبال اهل بریتانیا است.
از باشگاه‌هایی که در آن بازی کرده‌است می‌توان به باشگاه فوتبال دربی کانتی، باشگاه فوتبال کولچستر یونایتد، باشگاه فوتبال هال سیتی، باشگاه فوتبال بری، باشگاه فوتبال گیلینگام، باشگاه فوتبال بیرمنگام سیتی، باشگاه فوتبال بریستول سیتی و باشگاه فوتبال برادفورد سیتی اشاره کرد.